# محمد مرضي عيسى الزهراني
محمد مرضي عيسى الزهراني هو مواطن من المملكة العربية السعودية تم احتجازه في معتقلات خليج جوانتانامو بالولايات المتحدة، في كوبا من 5 أغسطس 2002، حتى 22 نوفمبر 2014.     الرقم التسلسلي له في جوانتانامو هو 713. يقدر محللو مكافحة الإرهاب في قوة المهام المشتركة في غوانتانامو أنه ولد عام 1969 في الطائف بالمملكة العربية السعودية.
كان الزهراني هو الأسير الثالث عشر الذي يتم إطلاق سراحه أو نقله في عام 2014، والسابع الذي يتم إطلاقه أو نقله في نوفمبر 2014. أثارت عملية نقله جدلاً لأنه وصف بأنه «سجين للأبد»، وهو بريء جدًا بحيث لا يُتهم بارتكاب جريمة حرب، والذي يُعد أيضًا خطيرًا جدًا في الإفراج عنه. 
في الأصل، أكدت رئاسة بوش أن الأسرى الذين تم القبض عليهم في «الحرب على الإرهاب» لم تشملهم اتفاقيات جنيف، ويمكن احتجازهم إلى أجل غير مسمى، دون تهمة، ودون مراجعة مفتوحة وشفافة لمبررات اعتقالهم. في عام 2004، قضت المحكمة العليا للولايات المتحدة، في قضية Rasul v. بوش، أن أسرى جوانتانامو كان لهم الحق في إبلاغهم بالمزاعم التي تبرر اعتقالهم، وكان لهم الحق في محاولة لدحضهم.

## مكتب المراجعة الإدارية لمقاتلي العدو المحتجزين
بعد صدور حكم المحكمة العليا، أنشأت وزارة الدفاع مكتب المراجعة الإدارية لمقاتلي العدو المحتجزين. 
العلماء في معهد بروكينغز، بقيادة بنيامين ويتس، سرد الأسرى الذين ما زالوا محتجزين في غوانتانامو في ديسمبر 2008، وفقا لما إذا كان احتجازهم تبرره ادعاءات معينة مشتركة: 
- تم إدراج محمد مرضي عيسى الزهراني ضمن قائمة الأسرى الذين يزعم الجيش أنهم أعضاء في القاعدة أو طالبان ومرتبطون بالجماعة الأخرى. [8]
- محمد مرضي عيسى الزهراني مدرج ضمن قائمة الأسرى الذين «يزعم الجيش... سافر إلى أفغانستان للجهاد». [8]
- تم إدراج محمد مرضي عيسى الزهراني ضمن قائمة الأسرى الذين «يزعم الجيش أن المعتقلين التالية أسماؤهم في القاعدة أو طالبان أو غيرهم من الضيوف أو الملاجئ.» [8]
- تم إدراج محمد مرضي عيسى الزهراني ضمن قائمة الأسرى الذين «يزعم الجيش... تلقوا تدريبات عسكرية أو إرهابية في أفغانستان». [8]
- محمد مرضي عيسى الزهراني مدرج ضمن قائمة الأسرى الذين «يزعم الجيش... قاتلوا من أجل طالبان». [8]
- محمد مرضي عيسى الزهراني مدرج ضمن قائمة الأسرى الذين كانوا أعضاء في «كادر قيادة القاعدة». [8]
- تم إدراج محمد مرضي عيسى الزهراني كواحد من "82 معتقلاً لم يدلوا بأي بيان أمام محاكم CSRT أو ARB أو أدلوا بتصريحات لا تهم بشكل ملموس مزاعم الجيش ضدهم. [8]

## سلام عبد الله سعيد ضد. جورج دبليو بوش
كان محمد الزهراني واحداً من خمسة سعوديين تقدموا بطلب رفع أمر المثول أمام القضاء في 13 ديسمبر 2005، في قضية سلام عبد الله سعيد ضد جورج دبليو بوش.  في أيلول / سبتمبر 2007، نشرت وزارة العدل ملفات من الوثائق غير المصنفة الناشئة عن محاكم مراجعة الوضع المقاتل لـ 179 أسيرًا. لم تكن وثائق محمد الزهراني من بين الوثائق التي نشرتها وزارة الدفاع.
في 10 يونيو 2006، ذكرت وزارة الدفاع أن ثلاثة أسرى لقوا حتفهم في الحجز. ذكرت وزارة الدفاع أن الرجال الثلاثة انتحروا. ووصفت سلطات المخيم حالات الوفاة بأنها «عمل حرب غير متكافئة»، وقد تم تنسيق الخطط المشتبه بها من قبل محامي الأسير - لذلك استولوا على جميع وثائق الأسرى، بما في ذلك نسخ الأسرى من وثائق المثول أمامهم.  نظرًا لأن وثائق الإحضار كانت عبارة عن اتصال محامي-عميل متميز، فقد اضطرت وزارة العدل إلى تقديم مستندات حول مضبوطات المستندات.
ينص قانون اللجان العسكرية لعام 2006 على أن أسرى جوانتانامو لم يعد لهم الحق في الوصول إلى نظام العدالة المدنية الأمريكي، لذلك بقيت جميع التماسات المثول أمام القضاء.
في 12 يونيو 2008، قضت المحكمة العليا للولايات المتحدة، في قضية بومدين ضد. بوش، أن قانون اللجان العسكرية لا يمكن أن يلغي حق أسرى جوانتانامو في الوصول إلى نظام المحكمة الفيدرالية الأمريكية. وجميع الالتماسات السابقة المتعلقة بأسر معتقلي جوانتانامو كانت مؤهلة لإعادة التوثيق.
في 18 يوليو، 2008، قدم David W. DeBruin تجديدًا لقضية المثول أمام اثنين من الأسرى الخمسة في سعيد ضد. بوش. وذكر الالتماس أن ثلاثة من الأسرى قد أعيدوا إلى الوطن.  تم إدراج محمد الزهراني وسعد القحطاني في قائمة الأسرى الذين ما زالوا قيد الاحتجاز في غوانتانامو، والذين كانوا يطلبون إعادة التماس الإحضار أمام المحكمة.
مثل الأسرى السعوديون أكبر مجموعة من الأجانب الذين اعتقلوا في أفغانستان ونقلوا إلى جوانتانامو. ومع ذلك، بحلول نهاية عام 2007، كان جميع السعوديين تقريباً قد أُرسلوا إلى بلادهم.

## سابقا سرية تقييم قوة العمل المشتركة جوانتانامو
في 25 نيسان (أبريل) 2011، نشرت منظمة ويكيليكس المبلغ عنها في السابق تقييمات سرية صاغها محللو فرقة العمل المشتركة في غوانتانامو.  كان تقييمه عشر صفحات طويلة، وتمت صياغته في 4 يوليو، 2008. وقع تقييمه من قبل الأدميرال ديفيد م. توماس، قائد المعسكر. أكدت أنه كان يشكل خطراً كبيراً على الولايات المتحدة الأمريكية، وأوصت باستمرار احتجازه.

## فريق عمل مراجعة جوانتانامو
في 22 يناير 2009، بعد وقت قصير من توليه منصبه، أصدر الرئيس باراك أوباما ثلاثة أوامر تنفيذية موجهة لاحتجاز الأسرى في جوانتانامو. لقد أنشأ إجراء مراجعة جديدًا، هو فرقة عمل المراجعة المشتركة في جوانتانامو. عندما كان المسؤولون الذين يراجعون وضع الأسرى في OARDEC هم جميعهم ضباط عسكريون، تم اختيار المسؤولين في فرقة العمل الجديدة من عدة إدارات حكومية. قررت فرقة العمل أن الزهراني كان خطيرًا جدًا في الإفراج عنه، ولكنه بريء جدًا من توجيه تهم إليه - ووصفته الصحافة بأنه «سجين للأبد» .

## فترة مراجعة المجلس
لقد وعدت الأوامر التنفيذية للرئيس أوباما بمراجعة الوضع بشكل دوري لتحديد ما إذا كانت لا تزال خطيرة جدًا.      ومع ذلك، لم يتم إجراء المراجعة الدورية الأولى حتى أواخر عام 2013.   وكان الزهراني مراجعة دورية المقرر لعام 2014. استغرق مجلس إدارته أشهرًا لنشر توصيته.  في 21 أكتوبر 2014، تم إعلان توصية مجلس الإدارة بنقل الزهراني إلى المملكة العربية السعودية.
لاحظت كارول روزنبرغ، التي كتبت في صحيفة "ميامي هيرالد"، أن مجلس إدارته وصفه بأنه أقل خطورة من «طالبان الخمسة» - خمسة من قادة طالبان السابقين المفرج عنهم من جوانتانامو في صفقة تجارية مع الرقيب بوي بيرجدل.
أشار Lawfare إلى أن مبررات الإفراج عن الزهراني شملت أن المزاعم المستخدمة لتبرير احتجازه لم يتم إثباتها. تضمنت المبررات الأخرى أن الزهراني كان أسيرًا حسن التصرف، وكان لديه خطة لإعادة اندماجه السلمي في التيار الرئيسي للمجتمع السعودي.
وأشارت وكالة أسوشيتيد برس إلى أن أحد العوامل الأخرى في التوصية بنقل الزهراني إلى المملكة العربية السعودية هو استعداده للدخول في برنامج إعادة التأهيل السعودي. 

## روابط خارجية
- من هم السجناء الباقون في غوانتنامو؟ الجزء السابع: تم القبض عليه في باكستان (3 من 3) أندي وورثينجتون، 13 أكتوبر 2010